# Leão, o Matemático
Leão, o Matemático ou o Filósofo (em grego: Λέων ὁ Μαθηματικός; romaniz.: Léōn ho Mathēmatikós ou em grego: Λέων ὁ Φιλόσοφος; romaniz.: Léōn ho Philósophos; Tessália, c. 790 - após 869) foi um filósofo e lógico bizantino associado com a Renascença macedónica e o fim da Iconoclastia. Os únicos escritos de sua autoria que sobreviveram são algumas notas contidas em manuscritos de diálogos de Platão. Ele tem sido chamado de um "verdadeiro homem do Renascimento" e "o homem mais inteligente de Bizâncio no século IX". Foi arcebispo de Tessalônica e o último a se ornar o chefe da Escola Magnaura de filosofia em Constantinopla, onde ensinou lógica aristotélica.

## Vida
Leão nasceu na Tessália, um primo do patriarca de Constantinopla, João, o Gramático. Em sua juventude foi educado em Constantinopla, mas viajou para o monastério de Andros, onde poderia obter raros manuscritos e foi ensinado matemático por um velho monge. Originalmente ensinou privadamente na obscuridade em Constantinopla. A história diz que quando um de seus alunos foi capturado durante as guerras bizantino-árabes,[a] o califa Almamune ficou tão impressionado por seu conhecimento de matemática que ofereceu a Leão grandes riquezas para ele vir para Bagdá.[b] Leão levou a carta do califa para o imperador bizantino Teófilo, que, impressionado por sua reputação internacional, conferiu a ele uma escola (ekpaideutērion) em Magnaura ou na Igreja dos Quarenta Mártires.[c]
Na versão da história recordada por Teófanes Continuado, o califa, uma vez recebendo a carta de recusa de Leão, enviou uma carta requisitando respostas a algumas perguntas difíceis de geometria e astrologia, obrigando Leão a respondê-las. Almamune então ofereceu c. 907 quilos de ouro e um paz perpétua a Teófilo, se ele emprestasse seus serviços brevemente; o pedido foi recusado. O imperador então honrou Leão ao permitir que João, o Gramático o consagrasse metropolita de Tessalônica, posto que ocupou desde a primavera de 840 até 843. Há uma discrepância neste registro, uma vez que o califa faleceu em 833. Tem sido sugerido que tanto a ligação entre a carta final do califa e a nomeação de Leão como metropolita é um erro, ou o califa em questão era, na verdade, Almostacim. Esta última opção se enquadra com o registro de Simeão o Logóteta, que fez de Leão professor em Magnaura do final de 838 ao começo de 840, pagando muito bem a ele.
Leão, um iconoclasta por vezes acusado de paganismo, perdeu seu posto como metropolita com o fim da Iconoclastia em 843. Apesar disto, ele entregou um sermão favorável aos ícones dentro de meses da morte de Teófilo. Cerca de 855 foi apontado como o chefe de uma escola recém-estabelecida em Magnaura por Bardas.[d] Era famoso por seu conhecimento filosófico, matemático, médico, científico, literário, filológico, astronômico e astrológico, e foi apadrinhado por Teoctisto e protegido pelo patriarca Fócio. Cirilo foi seu aluno. Tem sido creditado como um sistema de faróis (um telégrafo ótico) que se estendiam através da Ásia Menor, de Tarso para Constantinopla, que foram usados para comunicação diplomática e para aviso prévio de invasões árabes. Leão também inventou vários automata, tais como árvores com pássaros em movimento, leões rugindo, e um trono imperial levitando. O trono esteve em operação até o século seguinte, quando Liuprando de Cremona testemunhou em sua visita a Constantinopla.

## Trabalhos
Muitos dos escritos de Leão foram perdidos. Escreveu trabalhos em livro, poemas e muitos epigramas,[e] e foi também um compilador que reuniu uma grande variedade de textos filosóficos, médicos e astronômicos. Sua biblioteca pode ser, ao menos, parcialmente reconstruída: Arquimedes, Euclides, Platão, Paulo Alexandrino, Teão de Alexandria, Proclo, Porfírio, Apolônio de Pérgamo, o perdido Mecânica de Quirino e Marcelo, e possivelmente Tucídides. Compôs sua própria enciclopédia médica. Estudiosos bizantinos posteriores às vezes confundem Leão com o estudioso Leão Querosfactes e o imperador Leão VI, o Sábio (r. 886–912), e atribuem a ele oráculos.